# Joseph Nzau
Joseph Nzau (14 april 1950) is een voormalig langeafstandsloper uit Kenia. Hij nam eenmaal deel aan de Olympische Spelen, maar won hierbij geen medailles.
Hij vertegenwoordigde zijn land op de olympische marathon in Los Angeles in 1984. Daar werd hij zevende in 2:11.28. De in Amerika gevestigde Nzau, was de eerste Keniaan die een internationale marathon won. Hij won in 1983 de Chicago Marathon. Nzau won ook de eerste marathon van Belgrado in 1990.

## Persoonlijke records
| afstand  | tijd     | jaar |
| -------- | -------- | ---- |
| 10.000 m | 28.06,63 | 1984 |
| marathon | 2:09.45  | 1983 |

## Palmares

### 5000 m
- 1981:  Kansas Relays in Lawrence - 14.02,38
- 1985:  Penn Relays in Philadelphia - 13.37,5

### 10.000 m
- 1979:  Kansas Relays in Lawrence - 29.57,5
- 1979: 5e NCAA kamp. in Champaign - 28.20,62
- 1981:  Kansas Relays in Lawrence - 29.36,42
- 1984:  Texas Relays in Austin - 28.06,63
- 1984:  Keniaanse olympische Trials in Nairobi - 28.40,8
- 1984: 14e OS - 28.32,57 (series 28.28,71)

### 10 km
- 1981: 4e Nike High Altitude Challenge in Boulder - 30.10
- 1982:  Pepsi Challenge in Park City - 30.12
- 1982: 4e Nike High Altitude Challenge in Boulder - 30.30
- 1982:  International Peace Race in Youngstown - 29.32
- 1982:  Holsum Olympic Bun Run in Phoenix - 29.28
- 1983:  Rock 'n Run in Los Angeles - 28.10
- 1983:  Peachtree Road Race in Atlanta - 28.22
- 1983:  Dr Scholl's Pro Comfort in Denver - 29.32
- 1983:  L A Coliseum in Los Angeles - 27.41
- 1983:  Dr Scholl's Pro Comfort in Rancho Palos Verdes - 28.41
- 1984:  Orange Bowl in Miami - 28.34
- 1984: 5e Bolder Boulder - 29.31
- 1985:  Orange Classic in Middletown - 28.51
- 1985:  Peachtree Road Race in Atlanta - 28.07
- 1986:  Orange Classic in Middletown - 29.22
- 1986:  New Times Connecticut Classic in Danbury - 29.58
- 1987: 4e Orange Classic in Middletown - 29.47
- 1987:  Peachtree Road Race in Atlanta - 28.34
- 1989: 4e RevCo Cleveland - 28.29
- 1989:  Shelter Island - 29.35
- 1989:  Deseret News-KSL in Salt Lake City - 28.39

### 15 km
- 1981: 5e Run for the Roses in Boulder - 47.48
- 1981:  Broomfield - 47.39
- 1982:  Run for the Roses in Boulder - 45.00
- 1982:  Restaurant Road in Broomfield - 44.57
- 1982:  Tulsa Run - 43.48
- 1983: 4e Jacksonville River Run - 43.58
- 1983:  Cascade Run Off in Portland - 43.27
- 1983:  Tulsa Run - 43.56
- 1984: 4e Gasparilla Distance Classic in Tampa - 42.58
- 1984:  River Run in Jacksonville - 43.05
- 1984:  Tulsa Run - 44.36
- 1985:  Cascade Run Off in Portland - 43.03
- 1987: 4e Cascade Run Off in Portland - 43.53

### 20 km
- 1983:  New Haven - 1:00.10
- 1984:  Elby's in Wheeling - 1:00.4

### halve marathon
- 1983:  halve marathon van Manchester - 1:02.13
- 1988: 4e Philadelphia Distance Run- 1:02.46
- 1989:  Philadelphia Distance Run - 1:02.19
- 1992: 5e Philadelphia Distance Run - 1:03.30

### marathon
- 1982:  Chicago Marathon - 2:11.40
- 1983:  Chicago Marathon - 2:09.44,3
- 1984:  marathon van Los Angeles - 2:10.40
- 1984: 7e OS - 2:11.28
- 1984:  marathon van Columbus - 2:14.44
- 1985:  marathon van Columbus - 2:15.24
- 1990:  marathon van Belgrado - 2:19.32
- 1991: 7e marathon van Belgrado - 2:23.13
- 1991: 11e marathon van Peking - 2:18.43
- 1991: 9e marathon van Honolulu - 2:28.06
- 1992:  marathon van Saint Paul - 2:16.12
- 1993: 17e marathon van Cleveland - 2:27.09
- 1998: 9e marathon van Carlsbad - 2:40.24